# Placerias
Placerias är ett utdött släkte av reptiler som levde i slutet av trias. De var växtätare.

## Beskrivning
Placerias mest iögonenfallande drag är dels den kompakta kroppen, och dels det underliga huvudet med näbb och ett par betar. De gick med benen utstickande under kroppen, så de var troligen långsamma, eftersom de hade rundad och kort kropp.

## I kultur
Placerias största framträdande var i TV-serien Dinosauriernas tid (1999).